# Marc Escudé
Pour les articles homonymes, voir Escudé.
Marc Escudé né le 29 avril 1998, est un joueur espagnol de hockey sur gazon. Il évolue au Atlètic Terrassa HC et avec l'équipe nationale espagnole.

## Carrière
Il a débuté en équipe première le 18 janvier 2022 à Cadix lors d'un match amical face aux Pays-Bas.